# Lliga iraquiana de futbol
La Lliga iraquiana de futbol (àrab: الدوري العراقي الممتاز, oficialment Premier League Iraquiana, en àrab: دوري النخبة العراقي, Dawri Al-Nokhba) és la màxima competició futbolística de l'Iraq. Va ser creada el 1974 i és governada per l'Associació Iraquiana de Futbol.

## Lliga de la Federació Central
Fins 1973 existien lligues regionals a l'Iraq, la lliga de la Federació Central (Bagdad), Bàssora, Kirkuk, creades el 1948, i Mossul, creada el 1950. La primera lliga nacional es disputà la temporada 1973–74, anomenada Lliga dels Instituts Nacional. La Federació va decidir aleshores substituir la competició per una nova Lliga Nacional de Clubs que només estaria oberta a clubs inscrits formalment i no a equips representatius d'instituts.

## Historial
Font:
Lliga dels Instituts de l'Iraq
- 1973-74:  Al-Tayaran (1)[a]

Lliga Nacional
- 1974-75:  Al-Tayaran (2)
- 1975-76:  Al-Zawraa (1)
- 1976-77:  Al-Zawraa (2)
- 1977-78:  Al-Minaa (1)
- 1978-79:  Al-Zawraa (3)
- 1979-80:  Al-Shorta (1)
- 1980-81:  Al-Talaba (1)
- 1981-82:  Al-Talaba (2)
- 1982-83:  Salahaddin FC (1)
- 1983-84:  Al-Jaish (1)
- 1984-85: Abandonat [b]
- 1985-86:  Al-Talaba (3)
- 1986-87:  Al-Rasheed (1)
- 1987-88:  Al-Rasheed (2)
- 1988-89:  Al-Rasheed (3)
- 1989-90:  Al-Tayaran (3)
- 1990-91:  Al-Zawraa (4)
- 1991-92:  Al-Quwa Al-Jawiya (4)
- 1992-93:  Al-Talaba (4)
- 1993-94:  Al-Zawraa (5)
- 1994-95:  Al-Zawraa (6)
- 1995-96:  Al-Zawraa (7)
- 1996-97:  Al-Quwa Al-Jawiya (5)
- 1997-98:  Al-Shorta (2)
- 1998-99:  Al-Zawraa (8)
- 1999-00:  Al-Zawraa (9)
- 2000-01:  Al-Zawraa (10)
- 2001-02:  Al-Talaba (5)
- 2002-03: Abandonat [c]
- 2003-04: Abandonat [c]
- 2004-05:  Al-Quwa Al-Jawiya (6)
- 2005-06:  Al-Zawraa (11)
- 2006–07:  Arbil FC (1)
- 2007–08:  Arbil FC (2)
- 2008–09:  Arbil FC (3)
- 2009-10:  Dohuk FC (1)
- 2010-11:  Al-Zawraa (12)
- 2011-12:  Arbil FC (4)
- 2012-13:  Al-Shorta (3)
- 2013-14: Abandonat [d]
- 2014-15:  Naft Al-Wasat (1)
- 2015-16:  Al-Zawraa (13)
- 2016-17:  Al-Quwa Al-Jawiya (7)
- 2017-18:  Al-Zawraa (14)
- 2018-19:  Al-Shorta (4)
- 2019-20: Abandonat [e]
- 2020-21:  Al-Quwa Al-Jawiya (8)
- 2021-22:  Al-Shorta (5)
- 2022-23:  Al-Shorta (6)